# Разгон, Израиль Менделевич
Изра́иль Ме́нделевич Разго́н (1 (14) апреля 1905, Горки Могилёвской губернии — 16 февраля 1987, Томск) — советский историк, специалист в области истории Октябрьской революции и Гражданской войны в России. Доктор исторических наук, профессор. Лауреат Сталинской премии первой степени (1943).

## Биография
Родился 1 (14) апреля 1905 года в г. Горки (ныне Могилёвская область Белоруссии) в семье ремесленника Менделя Абрамовича Разгона (1878—1942) и Глики Израилевны Разгон (в девичестве Шапиро; 1880—1955). Старший брат писателя Льва Разгона. Учился в хедере и вечерней школе.
С 1923 года жил в Москве. В 1927 году поступил на общественно-экономическое отделение педагогического факультета 2-го Московского государственного университета. Факультет вскоре стал самостоятельным институтом, и окончил И. М. Разгон уже историко-экономическое отделение Московского государственного педагогического института им. В. И. Ленина (в 1931 году). Член ВКП(б) с 1928 года.
После окончания института работал в МИФЛИ (с 1934 года — доцент кафедры истории народов СССР) и МГУ имени М. В. Ломоносова. Доктор исторических наук (1940). Профессор кафедры истории СССР исторического факультета МГУ (1942—1949). В годы Великой Отечественной войны историк вместе с коллективом лауреатов (всего 15 человек) передал Сталинскую премию в Фонд обороны.
С марта 1949 года, после начала антисемитской кампании в СССР уехал из Москвы и начал работать в Томске, профессор кафедры истории ТГУ. С 1 мая 1958 года — заведующий кафедрой истории СССР (с 1966 года — истории СССР советского периода). С 3 декабря 1986 года — профессор кафедры, с 17 января 1987 года — профессор-консультант Томского университета. В 1952—1953 годах преподавал в Томском государственном педагогическом институте в качестве профессора по совместительству. В 1956—1958 годах — сотрудник Института истории АН СССР (Москва).
Председатель президиума Томского областного общества охраны памятников истории и культуры, организатор и руководитель томских отделений Всесоюзного общества «Знание» и ВООПиК. Был одним из инициаторов создания в ТГУ проблемной научно-исследовательской лаборатории истории, археологии и этнографии Сибири, возглавлял в ней сектор Великой Октябрьской социалистической революции.
Под руководством И. М. Разгона защитили диссертации более 100 человек. Среди его учеников свыше 30 докторов исторических наук, в том числе академики А. И. Крушанов и Ю. А. Поляков, член-корреспондент РАН Л. М. Горюшкин, профессора Н. В. Блинов, Л. И. Боженко, Е. Н. Косых, М. С. Кузнецов, М. Е. Плотникова, В. М. Самосудов, В. С. Флёров, С. Ф. Фоминых, Э. И. Черняк, М. Б. Шейнфельд и др.
Похоронен на кладбище Бактин в Томске. В 3-м учебном корпусе ТГУ установлена мемориальная доска в память И. М. Разгона. 90-летию со дня рождения учёного был посвящён Всероссийский симпозиум «Из истории революций в России» (Томск, 1995).

## Работы
- Очерки истории города Томска (1604—1954). Томск, 1954 (соавт.);
- Политические настроения сибирского крестьянства (в марте — апреле 1917 г.) // Октябрь и Гражданская война в СССР. М., 1966;
- Расстановка классовых сил в Сибири накануне и в период Великой Октябрьской социалистической революции // Вопросы истории Сибири. Томск, 1969. Вып. 4;
- Политические партии в Сибири накануне и в период Великой Октябрьской социалистической революции // 60 лет Великого Октября. Томск, 1979;
- Победа Великого Октября в Сибири. Томск, 1987. Ч. 1, 2 (соавт.).

Составитель и редактор
- «Документы по истории гражданской войны в СССР» (т. 1. М., 1940);
- «Документы Великой пролетарской революции» (М., 1948).
- один из авторов и редактор «Истории гражданской войны в СССР» (т. 2. М., 1942);
- автор разделов «Россия в начале XX в.» и «Советский период истории СССР» в БСЭ (1-е изд., т. «СССР»);
- один из составителей публикации «Петрогр. ВРК» (т. 1-3. М., 1966-67);
- Познанский, В. С. Сибирский красный генерал [печатный текст] / В. С. Познанский; Академия наук СССР. Сибирское отделение. Институт истории, филологии и философии, Автор (Author); отв. ред. И. М. Разгон; ред. Т. М. Назарянц; худ. Н. А. Савельева. — Новосибирск : Наука, Сибирское отделение, 1972. — 268, [4] с.: ил.; 22 см.- Библиография в подстрочных примечаниях.- Именной указатель: с. 239.- В конце издания лист с замеченными опечатками.- 21000 экземпляров (в переплёте) : 1 р. 42 к.
- .чл. гл. редколлегии, один из авторов и отв. ред. т. 4 «Истории Сибири с древнейших времен до наших дней»; один из авторов и чл. редколлегии т. 5.

## Семья
Первая жена — Варвара Ивановна Григорьева (? — 1957).
Вторая жена — Галина Николаевна Циванюк (1916—1980), выпускница ТГПИ, много лет работала заведующей кафедрой английского языка ТГУ.
Третья жена — Любовь Александровна Голишева (1929—2006), выпускница ТГУ, кандидат исторических наук, доцент кафедры современной отечественной истории ТГУ.
Сын от первого брака — Анатолий Израилевич Разгон (р. 1930, Москва) — доктор исторических наук (1981). В 1954 окончил исторический факультет МГУ, преподавал историю в средней школе города Тайга Кемеровской области, с 1956 года работал в учебных заведениях Москвы. В 1961—1993 годах — аспирант, затем научный сотрудник Института истории АН СССР. Занимался проблемами политической и классовой борьбы в России в первые годы советской власти. С 1993 года живёт в Лос-Анджелесе (Калифорния, США).

## Награды и премии
- Орден Отечественной войны II степени (10 июня 1945)
- Орден Трудового Красного Знамени (1961)
- Орден «Знак Почёта» (9 января 1981)
- Медаль «За оборону Кавказа» (1944)
- Медаль «За доблестный труд в Великой Отечественной войне 1941—1945 гг.» (1946)
- Медаль «В память 800-летия Москвы» (1948)
- Медаль «Двадцать лет победы в Великой Отечественной войне 1941—1945 гг.» (1965)
- Медаль «В ознаменование 100-летия со дня рождения Владимира Ильича Ленина» (1970)
- Медаль «Тридцать лет Победы в Великой Отечественной войне 1941—1945 гг.» (1975)
- Медаль «Ветеран труда» (1984)
- Медаль «Сорок лет Победы в Великой Отечественной войне 1941—1945 гг.» (1985)
- Сталинская премия I степени (22 марта 1943) — за научный труд «История гражданской войны в СССР» Т. 2, опубликованный в 1942 году[4]
- Нагрудный значок Министерства высшего и среднего специального образования СССР «За отличные успехи в области высшего образования» (1973)